# Brandon Hammond
Brandon Hammond (Baton Rouge, 6 de febrero de 1984) es un actor estadounidense, reconocido por aparecer en una serie de películas de alto presupuesto en la década de 1990.

## Carrera
Su primer papel en cine ocurrió en el largometraje de 1993 Menace II Society, en la que interpretó a la versión infantil de Caine. Acto seguido participó en otras producciones como Strange Days, Waiting to Exhale, The Fan y Mars Attacks!, usualmente interpretando al hijo de uno de los personajes principales. También registró una aparición en la película cómica Space Jam encarnando a Michael Jordan en su niñez en 1973. Obtuvo reconocimiento interpretando el papel de Ahmad en la película Soul Food y tuvo un papel recurrente en la serie de televisión Dr. Quinn, Medicine Woman como Anthony.
Su última aparición en los medios ocurrió en 2002 en el telefilme del canal Showtime Our America.

## Filmografía

### Cine
- Menace II Society (1993)
- Tales from the Hood (1995)
- Strange Days (1995)
- Waiting to Exhale (1995)
- No Easy Way (1996)
- The Fan
- Space Jam (1996)
- Mars Attacks! (1996)
- Soul Food (1997)
- Blue Hill Avenue (2001)

### Televisión
- Lies and Lullabies (1993)
- Coach (1994)
- Dr. Quinn, Medicine Woman (1996–1998)
- The Gregory Hines Show (1997–1998)
- Penn & Teller's Sin City Spectacular (1998)
- Early Edition (1998)
- The West Wing (2000)
- Our America (2002)